# Bølling Sø
Der Bølling Sø ist einer von Dänemarks höchstgelegenen Seen. Er liegt auf der Wasserscheide in der Mitte Jütlands, 10 Kilometer westlich von Silkeborg und nordöstlich von Engesvang. Der See ist ein 835 Hektar großes Toteisloch, das sein Wasser aus direkten oder indirekten Niederschlagseinträgen erhält. Durch den See verläuft die Grenze zwischen der Ikast-Brande Kommune und der Silkeborg Kommune.

## Entstehung
Das Toteisloch entstand vor etwa dreizehn- oder zwölftausend Jahren – am Ende der letzten Eiszeit. Für die von Johannes Iversen  (1904–1971) identifizierte „Bølling-Periode“ ist hier die Typlokalität. Die Analysen lieferten Belege für eine Erwärmungsperiode vor dem Allerød-Interstadial. Für diese dient es als Parastratotyp, da dessen ursprüngliches Typosprofil verloren ist. Auch die dazwischenliegende Ältere Dryas wurde hier von Iversen hier typisiert.
Die frühe Pioniervegetation wird von Salix polaris, Dryas octopetala und anderen Kräutern charakterisiert. Das Jüngere Dryas war wahrscheinlich kälter als das Ältere Dryas. Während der Steinzeit war am See ein Wohnplatz der frühen Jägerkulturen (Hamburger, Bromme- und Ahrensburger Kultur).
Während des 19. Jahrhunderts wurde der See trockengelegt, gab aber nur minderwertiges Ackerland ab. Es wurde aber, besonders während der Weltkriege, Torf gestochen. Bis Ende des 20. Jahrhunderts bestand nur noch ein Bølling Sø-Kanal. Ein lange geplantes Renaturierungsprojekt konnte 2005 abgeschlossen werden.

## Wichtige Vogelarten im Schutzgebiet
Braunkehlchen (Saxicola rubetra) • Falke • Grasmücke (Locustrella naevia) • Graugans (Anser anser) • Habicht (Accipiter gentilis) • Kornweihe (Circus cyaneus) • Kurzohreule und Langohreule • Nördlicher Raubwürger (Lanius excubitor) • Rabe (Corvus corax) • Raufußbussard • Rohrammer (Emberiza schoeniclus) • Rohrweihe (Circus aeruginosus) • Schnepfe • Singschwan (Cygnus cygnus) • Sperber (Accipiter nisus) • Waldkauz (Strix aluco)